# Te Ngākau Civic Square

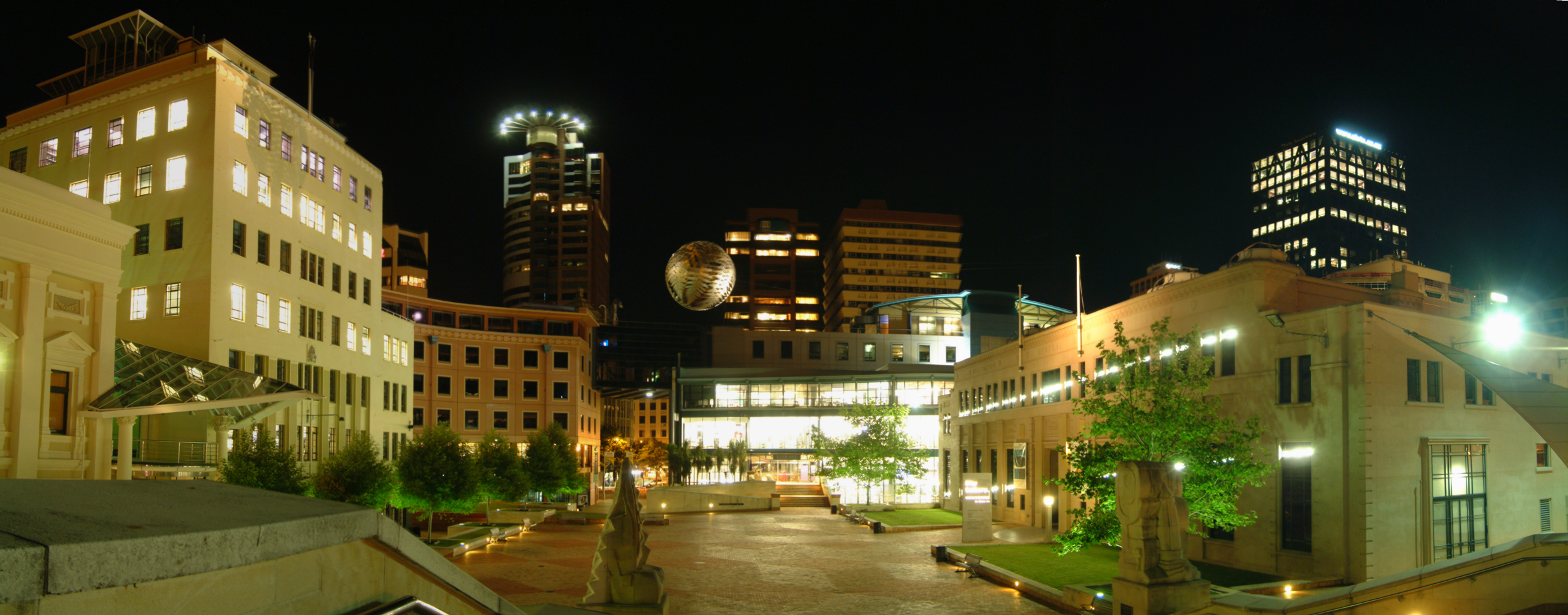
Panorama Te Ngākau Civic Square văzută dinspre City-to-Sea bridge.

Te Ngākau Civic Square este o piață publică din Wellington, Noua Zeelandă.

## Utilizare
Piața este folosită pentru evenimente publice și este un loc popular pentru lucrătorii de birou pentru a-și mânca prânzul în zilele călduroase de vară.

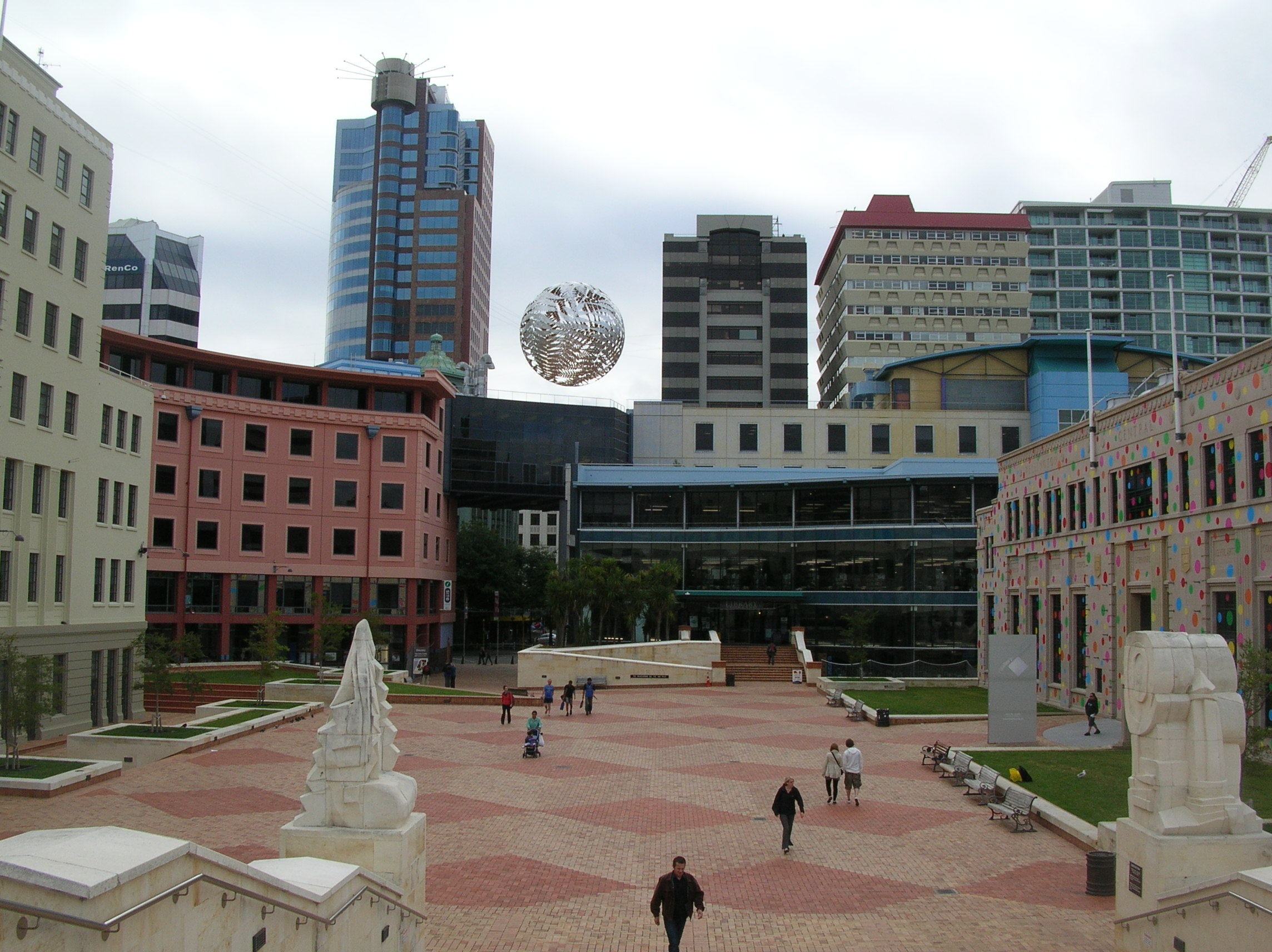
Te Ngākau Civic Square în februarie 2010.

## Adresă
Te Ngākau Civic Square este situată pe Wakefield Street la numărul 101, Wellington, 6011.

## Istorie
Primele planuri reale pentru Civic Square datează din 1944.
În 1987, Consiliul Local din Wellington a numit firma Fletcher Development and Construction Ltd ca dezvoltatoare de proiect. Proiectul a implicat construirea unei noi biblioteci, transformarea bibliotecii existente în City Gallery, extinderea și recondiționarea clădirilor primăriei, consolidarea și renovarea Primăriei Vechi după cutremure, spații de parcare, proiectarea noului spațiu public și o legătură cu malul apei. Proiectul a fost finalizat în 1992.
Pe 14 iunie 2018, ca parte a noii politici a Consiliului municipal al orașului, Te Taiahu, Piața a fost redenumită „Te Ngākau Civic Square”. Noul nume, însemnând „inima”, a fost dăruit orașului de către iwi locali Taranaki Whānui ki te Upoko o te Ika a Māui.